# بیا، بیا پیشم عشق من
بیا، بیا پیشم عشق من (ایتالیایی: Vieni, vieni da me amore mio) یک فیلم کمدی سکسی سبک ایتالیایی و پورنو به کارگردانی ماریو بیانکی است که در سال ۱۹۸۳ منتشر شد.

## گزیدهٔ بازیگران
- لائورا لِوی
- هریبرت هوفر
- فرناندو آرکانجلی
- مارا برونتسونی
- آلفونسو گائیتا
- پائولو گرامینیانو
- مونا مور
- ماری رامونو